# Nea Pendeli
Nea Pendeli (gr. Νέα Πεντέλη) – miejscowość w Grecji, w administracji zdecentralizowanej Attyka, w regionie Attyka, w jednostce regionalnej Ateny-Sektor Północny, w gminie Pendeli. W 2011 roku liczyła 7198 mieszkańców. Położona w granicach Wielkich Aten.
Leży ok. 6 km od trasy europejskiej E75 oraz 18 km od drogi szybkiego ruchu nr 6. Nea Pendeli wzięła swoją nazwę od położonej na zachód od miasta góry Penteli znanej z tzw. marmurów pentelickich wydobywanych dawniej w jej masywie, a które posłużyły za surowiec wielu słynnych antycznych budowli. Większość część miasta zajmują osiedla mieszkalne, jedynie na północnym krańcu miasta znajdują się lasy oraz nieliczne farmy. Miasto posiada kilka szkół, gimnazjum, liceum, banki, oraz kilka placów. Miasto zaczęło się rozwijać od roku 1970 obecnie zauważalny jest spadek napływu mieszkańców z Aten. Latem 2007 Nea Pendeli zostało nawiedzone przez pożar lokalnego lasu. Do akcji walki z ogniem zostały wysłane wszystkie jednostki straży pożarnej w mieście wsparte kilkoma helikopterami oraz samolotami pożarniczymi.

## Zmiana populacji miasta[potrzebnyprzypis]
| Rok  | Populacja | Zmiana         | Gęstość     |
| ---- | --------- | -------------- | ----------- |
| 1981 | 2,723     | -              | 843.0/km²   |
| 1991 | 4,332     | +1,609 +59.09% | 1,341.2/km² |
| 2001 | 6,156     | +1,824 +42.11% | 1,905.9/km² |